# Sorin Ilieșiu
Sorin Ilieșiu (n. 12 decembrie 1955, Baia Mare) este un cineast și politician român. Între 1979 și 1990 a fost director de imagine la Studiourile cinematografice Buftea. În anul 1992 a activat în domeniul video al campaniei electorale a CDR, iar în 1996 a realizat clipurile electorale ale CDR. A fost membru al Grupului pentru Dialog Social din 1990 până în 2012, când a fost exclus, și membru fondator al Alianței Civice și al Fundației Academia Civică. Din 2012 este senator de Sibiu din partea USL (membru PNL), iar în aprilie 2015 a trecut la PSD.

## Experiența didactică universitară
- 1990-2009: Conf. univ. La Universitatea Națională de Artă Teatrală și Cinematografică “I.L.Caragiale” - București
- 1991-2001: Conf. univ. la Școala Superioară de Jurnalistică AZR - București
- 1993-1994: Conf. univ. la Facultatea de Jurnalism și Științele Comunicării – Universitatea București
- 1995-2001: Decan al Școlii Superioare de Jurnalistică AZR - București
- 1996: Cofondator al Asociației Române a Formatorilor în Jurnalism și Comunicare - Mediaform
- 2005: Doctor (Magna cum laude) în Cinematografie și Media. Teza de doctorat: “Funcția narativă a imaginii de film” coordonata de prof.univ.dr.docent Manuela Cernat
- 2007: Autor al volumelor: „IMAGINEA CARE POVESTEȘTE - în comunism și în postcomunism”, „NARATIVITATEA IMAGINII DE FILM. Premise teoretice” , Editura UNATC Press, 2007

## Experiență profesională
- 1979-1990: Director de imagine la Studioul Cinematografic "București" – Buftea. Autor al imaginii unui număr de zece filme de ficțiune - lungmetraj (format 35 mm), conform filmografiei anexate, filme distinse cu premii naționale / internaționale.
- 1979: Membru al Uniunii Cineaștilor din România
- 1994-2009: Director VideoDialog, primul studio video independent din România postcomunistă fondat în 1990 de Grupul pentru Dialog Social, cu numele inițial Video GDS.
- 2000: Director general - ROFILM S.A. (fostul Studio Cinematografic "București", Buftea)
- 1998, 2000, 2003, 2005, 2007, 2008, 2009: Membru al Juriilor Premiilor anuale acordate de APTR (Asociația Profesioniștilor de Televiziune din România)
- 1990-2009: Autor (și/sau co-autor) al filmelor documentar-artistice, conform filmografiei anexate, filme distinse cu premii naționale / internaționale.

## Activitate civică
- 1990: membru fondator al Alianței Civice (2000-2005: membru al Senatului Alianței Civice)
- 1991: medaliat al Academiei pentru Devotament Național, Paris / Academie du Devouement National, Paris (“Medaille de bronze a titre de recompense pour services rendus aux oeuvres sociales et humanitaires”)
- 1994: membru fondator al Academiei Civică (1994-2008: membru al Consiliului Director)
- 2000: membru de onoare al Organizației Salvați Copiii – România
- 2005 (14 iunie): inițiator al Apelului pentru România semnat cele mai prestigioase ONG-uri civice din România (publicat de Revista 22, 14 iunie 2005, pag.1)
- 2005 (4 octombrie): autor al Raportului neoficial de condamnare a comunismului ca nelegitim și cfriminal, publicat de BBC-Romania în 5 oct.2005 http://www.bbc.co.uk/romanian/news/story/2005/10/051005_raport_comunism.shtml . Raportul a fost publicat integral de: ziarul "Ziua" în 24 și 26 oct.2005 cu titlul „PROCESUL COMUNISMULUI” http://www.ziua.ro/display.php?data=2005-10-24&id=187182 Arhivat în 17 mai 2022, la Wayback Machine. http://www.ziua.net/display.php?data=2005-10-26&id=187349 Arhivat în 15 octombrie 2007, la Wayback Machine. ; web-site-ul Grupului pentru Dialog Social, în 10 martie 2006 http://www.gds.ong.ro/raport.htm Arhivat în 23 februarie 2008, la Wayback Machine. ; Revista 22, suplimentul „22 plus”, 21 martie 2006
- 2005 (19 octombrie): autor al Apelului (personal) către președintele Traian Băsescu pentru a condamna comunismul ca nelegitim și criminal în baza raportului neoficial din 4 oct.2005. Apelul a fost publicat în ziarul "Ziua", împreună cu raportul neoficial, în 24 și 26 oct.2005 cu titlul „PROCESUL COMUNISMULUI” http://www.ziua.ro/display.php?data=2005-10-24&id=187182 Arhivat în 17 mai 2022, la Wayback Machine. http://www.ziua.net/display.php?data=2005-10-26&id=187349 Arhivat în 15 octombrie 2007, la Wayback Machine. .
- 2005: vicepreședinte - Alianța Civică
- 2006 (10 martie): autor al Apelului (colectiv) către Președintele României pentru condamnarea regimului comunist din România ca nelegitim și criminal, apel semnat de peste 700 de personalități și de peste 40 de organizații civice și sindicale (apelul, lansat la GDS în 10 martie 2006, a avut ca anexă raportul neoficial din 4 oct.2005 http://www.gds.ong.ro/apel.htm Arhivat în 31 martie 2009, la Wayback Machine. http://www.revista22.ro/recunoasterea-asumarea-si-condamnarea-genocidului-comunist-2561.html
- 2006: membru al Societății Timișoara
- 2006: membru al Comisiei prezidențiale pentru analiza dictaturii comuniste din România (președinte: Vladimir Tismăneanu); coautor al Raportului Final al acestei comisii; în baza acestui raport, la 18 Dec.2006, Președintele României Traian Băsescu a condamnat regimului comunist din România ca ilegitim și criminal.
- 2006 (17 mai): autor al Apelului pentru condamnarea internațională a criminalității și nelegitimității comunismului. Apelul este adresat Organizației Națiunilor Unite, Adunării Parlamentare a Consiliului Europei, Parlamentului European, Congresului SUA, Societății civile din fostele țări comuniste. Apelul este semnat de sute de personalități din România și din afara României. http://www.libertates.com/en/content/view/40/7/ Arhivat în 5 februarie 2009, la Wayback Machine. http://www.revista22.ro/apel-pentru-condamnarea-internationala-a-criminalitatii-si-nelegitimit-3326.html Arhivat în 12 august 2009, la Wayback Machine.
- 2007 (11 martie): autor al Apelului pentru decomunizarea României prin aplicarea recomandărilor Raportului Final al Comisiei prezidențiale pentru analiza dictaturii comuniste din România (președinte: Vladimir Tismăneanu) adresat Parlamentului României și Parlamentului European.

- 2009 (12 martie): autor al Apelului pentru condamnarea comunismului în Parlamentul European după modelul românesc și pentru condamnarea Pactului Hitler-Stalin http://www.libertates.com/en/content/view/93/7/%5Bnefuncțională%5D

## Filmografie selectivă

### Filme documentare

#### Director de imagine
- TE IUBESC, LIBERTATE! –10min/35mm – 1990, Co-autori: VIVI DRAGAN VASILE, VLAD PĂUNESCU, SORIN ILIEȘIU. Premiu de popularitate - Festivalul filmului, Costinești 1990.
- Piața Universității – România (1991) – împreună cu Vlad Păunescu și Vivi Drăgan Vasile
- PETRE ȚUȚEA - EMIL CIORAN -25min. 1991. Autori: GABRIEL LIICEANU & SORIN ILIEȘIU. Premiul Special – Festivalul Național, Costinești 1993.  Difuzat  de  TVR1.
- CARTE-OBIECT. CARTE-SPIRIT -17min. 1991. Regia: SORIN ILIEȘIU. Comentariul: GABRIEL LIICEANU. Premiu pentru film de artă - Uniunea Cineaștilor 1992. Difuzat  de  TVR1.
- ARHITECTURĂ ȘI MODERNITATE -26min. 1992. Autori: MARIANA CELAC & SORIN ILIEȘIU. Premiul  Uniunii  Cineaștilor din România – Festiv. Internațional de Arhitectură și Urbanism,  București 1994 (Președinte:LIVIU CIULEI ). Difuzat  de  TVR1.
- MONARHIA SALVEAZĂ ROMÂNIA ! -34min. 1992. Regia: SORIN ILIEȘIU. Comentariu istoric: DINU C. GIURESCU. Comentariu-eseu: GABRIEL LIICEANU. Difuzat de TVR1 și  parțial de posturi  TV  din  GERMANIA,  FRANȚA  și  BELGIA.
- ELIBERARE -33min. 1993. Autori: SORIN ILIEȘIU & IOAN GROȘAN. Premiul pt. Film Video - Festivalul Național, Costinești 1993.
- AUROLAC -20min. 1994. Autori: SORIN ILIEȘIU & IOAN GROȘAN - Cel mai bun film românesc,  Festivalul Internațional, Târgu Mureș 1994. VIDEO COMMUNICATION GOLD AWARD, TOKYO VIDEO FESTIVAL - JVC, 1999. MARELE PREMIU ex-aequo la Festivalul de film româno-maghiar Film.Dok, Sfantu-Gheorghe/Covasna, 2004. Difuzat de Televiziunea Națională Maghiară / Budapesta.
- APOCALIPSA DUPĂ CIORAN  -60min. 1995. Autori: GABRIEL LIICEANU & SORIN ILIEȘIU. Premiul pt. Scenariu, Uniunea Cineaștilor 1996.  Premiul special al juriului,  Mediafest  1996.
- CONSTRUCT -13min. 1996. Regia: SORIN ILIEȘIU. Scenariul: MARIANA CELAC – Premiul APTR  &  Premiul pt. Imagine,  Festivalul de Film, Costinești 1996.  Difuzat de  KUNSTKANAAL  -  AMSTERDAM si de TVRI. Difuzat  de  TVR Cultural.
- RESTAURATORUL (15min). 2002. Coproducător, ASPERA Foundation, USA. Autor : SORIN ILIEȘIU. Premiul pentru cel mai bun scurt-metraj 2002, Uniunea Cineaștilor din România, 2003. Premiul pentru cel mai bun film documentar, Festivalul National de Film “7 arte”, Calarasi, Romania, 2004. Difuzat de TVR Cultural.
- PASIUNEA PENTRU FRUMOS. JURNALUL MARIEI, REGINA ROMANIEI  (15min). 2002. Coproducător, ASPERA Foundation, USA. Autor : SORIN ILIEȘIU . Premiul special, Festivalul Internațional de Film DaKino, București, 2003.
- EUROMERICAN NIGHTLOSERS / EUROMERICAN NIGHTLOSERS (15min). 2005. Coproducător, ASPERA Foundation, USA. Autor : SORIN ILIEȘIU.
- CÂTE CEVA DESPRE REGINA MARIA  (23min). 2006. Coproducător: Centrul National al Cinematografiei CNC. Autor : SORIN ILIEȘIU. Cu: Maia Morgenstern. Premiul “Made in Romania” acordat de Institutul Cultural Român – Astra Film Festival, Sibiu, 2006.

#### Scenarist
- PETRE ȚUȚEA - EMIL CIORAN -25min. 1991. Documentar. Scenariul: GABRIEL LIICEANU & SORIN ILIEȘIU. Premiul Special – Festivalul Național, Costinești 1993.  Difuzat  de  TVR1.
- CARTE-OBIECT. CARTE-SPIRIT -17min. 1991. Documentar.  Scenariul: SORIN ILIEȘIU. Comentariul: GABRIEL LIICEANU. Premiu pentru film de artă - Uniunea Cineaștilor 1992. Difuzat  de  TVR1.
- MONARHIA SALVEAZĂ ROMÂNIA ! -34min. 1992. Documentar. Scenariul: SORIN ILIEȘIU. Comentariu istoric: DINU C. GIURESCU. Comentariu-eseu: GABRIEL LIICEANU. Difuzat de TVR1 și  parțial de posturi  TV  din  GERMANIA,  FRANȚA  și  BELGIA.
- ELIBERARE -33min. 1993. Documentar. Scenariul: SORIN ILIEȘIU & IOAN GROȘAN. Premiul pt. Film Video - Festivalul Național, Costinești 1993.
- AUROLAC -20min. 1994. Documentar. Scenariul: SORIN ILIEȘIU & IOAN GROȘAN - Cel mai bun film românesc,  Festivalul Internațional, Târgu Mureș 1994. VIDEO COMMUNICATION GOLD AWARD, TOKYO VIDEO FESTIVAL - JVC, 1999. MARELE PREMIU ex-aequo la Festivalul de film româno-maghiar Film.Dok, Sfantu-Gheorghe/Covasna, 2004. Difuzat de Televiziunea Națională Maghiară / Budapesta.
- APOCALIPSA DUPĂ CIORAN  -60min. 1995. Documentar. Scenariul: GABRIEL LIICEANU & SORIN ILIEȘIU. Premiul pt. Scenariu, Uniunea Cineaștilor 1996.  Premiul special al juriului,  Mediafest  1996.
- CONSTRUCT -13min. 1996. Documentar. Scenariul: MARIANA CELAC și SORIN ILIEȘIU– Premiul APTR  &  Premiul pt. Imagine,  Festivalul de Film, Costinești 1996.  Difuzat de  KUNSTKANAAL  -  AMSTERDAM si de TVRI. Difuzat  de  TVR Cultural.
- RESTAURATORUL (15min). 2002. Documentar. Coproducător, ASPERA Foundation, USA. Scenariul: SORIN ILIEȘIU. Premiul pentru cel mai bun scurt-metraj 2002, Uniunea Cineaștilor din România, 2003. Premiul pentru cel mai bun film documentar, Festivalul National de Film “7 arte”, Calarasi, Romania, 2004. Difuzat de TVR Cultural.
- PASIUNEA PENTRU FRUMOS. JURNALUL MARIEI, REGINA ROMANIEI  (15min). 2002. Documentar. Coproducător, ASPERA Foundation, USA. Scenariul: SORIN ILIEȘIU . Premiul special, Festivalul Internațional de Film DaKino, București, 2003.
- CÂTE CEVA DESPRE REGINA MARIA  (23min). 2006. Documentar. Coproducător: Centrul National al Cinematografiei CNC. Scenariul: SORIN ILIEȘIU. Cu: Maia Morgenstern. Premiul “Made in Romania” acordat de Institutul Cultural Român – Astra Film Festival, Sibiu, 2006.
- MEMORIA VICTIMELOR  - Documentar scurt-metraj selectat în 2005 de Comisia CNC. Scenariul: SORIN ILIEȘIU.
- DECLARAȚIE DE IUBIRE. Monica Lovinescu și Virgil Ierunca - Documentar lung-metraj selectat în 2006 de Comisia CNC.  Scenariul: SORIN ILIEȘIU & GABRIEL LIICEANU.  În prezent, în producție.
- ULTIMA ROMANTICĂ - PRIMA FEMEIE MODERNĂ - Documentar lung-metraj selectat în 2006 de Comisia CNC. Scenariul: SORIN ILIEȘIU. În prezent - în producție.
- GENOCIDUL SUFLETELOR. Experimentul Pitești - reeducarea prin tortură. Documentar lung-metraj. Scenariul: SORIN ILIEȘIU. În prezent, în producție.
- STALINISM PENTRU ETERNITATE. Secvențe din istoria comunismului românesc - Documentar lung-metraj. Scenariul: VLADIMIR TISMĂNEANU & SORIN ILIEȘIU.

#### Regizor
- Piața Universității – România (documentar 1991) – împreună cu Stere Gulea și Vivi Drăgan Vasile

### Filme de ficțiune

#### Director de imagine
- Proba de microfon (1980) - asistent imagine
- Bună seara, Irina! (1980) - asistent imagine
- Fiul munților (1981) - cameraman
- TEMA 13 – BĂTRÂNEȚE    (20 min) – Româniafilm,  1981. (Regia: CORNEL DIACONU;  cu: OCTAVIAN COTESCU)    Marele Premiu - Festivalul Internațional al filmului, Bilbao – Spania, 1982.
- RĂMÂN CU TINE    (80 min) – Româniafilm, 1981. (R: GEORGE CORNEA;  cu: FLORIN ZAMFIRESCU,  DANA DOGARU,  OCTAVIAN COTESCU, AMZA PELLEA, DINU MANOLACHE, SEBASTIAN PAPAIANI)
- Înghițitorul de săbii (1982) - cameraman
- Calculatorul mărturisește (1982) - cameraman
- ESCAPADA    (80 min)    –  Româniafilm,  1982.  (R: CORNEL DIACONU; cu: GEORGE CONSTANTIN,  VALERIA SECIU,  OCTAVIAN COTESCU,  MAGDA CATONE)
- RACHETA ALBĂ      (240 min, serial TV - 8 episoade x 30 min) - Româniafilm & TVR, 1983.  (R: CRISTIANA NICOLAE;   cu  GEORGE CONSTANTIN)    Premiul  Săgeata de Aur - Festivalul Interviziunii, Plovdiv, 1984.
- O lumină la etajul zece (1984)
- Figuranții (1987) - împreună cu Alexandru Întorsureanu
- Duminică în familie (1988)
- ORELE UNSPREZECE    (75 min) -  Româniafilm, 1987.  (R: LUCIAN BRATU; cu VALENTIN URITESCU).
- Un studio în căutarea unei vedete (1989)
- Marea sfidare (1990)
- SPIRIT OF THE NIGHT   (85 min) – FullMoon, Los Angeles, USA   &   CastelFilm, România, 1994.  (R: MARK MANOS;  cu JENNA BODNAR).

## Premii și distincții
Președintele Ion Iliescu i-a conferit la 10 decembrie 2004 Medalia „Meritul pentru Învățământ”, „pentru abnegația și devotamentul puse în slujba învățământului românesc, pentru contribuția deosebită la dezvoltarea și promovarea cercetării științifice” din România. 
În 2008 a fost distins cu Crucea Casei Regale a României, însoțită de brevetul subscris nr. 54 din 5 iunie 2008, conferite și înmânate de M.S. Regele Mihai I cu ocazia ceremoniei solemne de la Domeniul Regal Sinaia.